# Gouraya
Gouraya là một đô thị thuộc tỉnh Tipaza, Algérie. Dân số thời điểm năm 2002 là 17.165 người.